# Le Rœulx
Le Rœulx (wa. El Rû) – miasto w Belgii, w Regionie Walońskim, w prowincji Hainaut, w okręgu Soignies. Według Dyrekcji Generalnej Instytucji i Ludności, 1 stycznia 2024 roku miasto liczyło 8708 mieszkańców.
W centrum miasta znajduje się browar St-Feuillien, który produkuje marki piw m.in. St-Feuillien i Grisette.

## Podział administracyjny
W skład miasta wchodzą cztery dzielnice (section):
- Gottignies
- Mignault
- Thieu
- Ville-sur-Haine

## Współpraca
Miejscowości partnerskie:
- Polla, Włochy
- Quisac, Francja
- Steinenbronn, Niemcy